# Dizygostemon
Dizygostemon je rod jednogodišnjeg bilja iz porodice trpučevki  (Plantaginaceae). Pripada mu dvije  vrste iz sjeveroistočnog Brazila. Opisan je u Nat. Pflanzenfam., 1891.

## Vrste
1. Dizygostemon floribundum (Benth.) Radlk.; Piauí, Pernambuco, Bahia
2. Dizygostemon riparius Scatigna & Colletta; otkrivena 2019. u državi Maranhão. Ugrožena vrsta.[4]